# بنش (مشروب)
البَنش اسم يُشير إلى مجموعة واسعة من المشروبات، سواء الكحولية غير الكحولية، والتي تحوي الفاكهة أو عصيرها عمومًا. نَقل المشروب من شبه القارة الهندية إلى إنجلترا موظفو شركة الهند الشرقية في أواخر القرن السابع عشر.  يُقدم البنش عادةً في الحفلات في أوعية كبيرة وواسعة تُعرف باسم سلطانية البنش.